# Brynamman
Brynamman es una localidad situada entre los condados de Carmarthenshire y Neath-Port Talbot, en Gales (Reino Unido). Según el censo de 2011, tiene una población de 2608 habitantes.
Está ubicada al suroeste de Gales, a poca distancia al norte de Swansea y del canal de Bristol.